# Shashi Kapoor
Shashi Kapoor (en hindi: शशि कपूर; Calcuta, Bengala Occidental; 18 de marzo de 1938-Bombay, Maharashtra; 4 de diciembre de 2017) fue un actor y productor del cine de la India. Era hermano menor de Shammi y Raj Kapoor. Protaganizó muchas películas con Amitabh Bachchan (Deewar, Do Aur Do Paanch y Namak Halaal). Además tuvo papeles en las producciones de la firma Merchant Ivory, haciéndole «la primera estrella internacional de la India». En 2011 recibió el Galardón Padma Bhushan del Gobierno de la India.

## Premios
- 2011 - Padma Bhushan - Gobierno de la India[2]

### National Film Awards
- 1986 – National Film Award al Mejor actor –  New Delhi Times
- 1994 – Cuadro de honor (Largometraje) – Muhafiz (1993)
- 1979 – National Film Award a la Mejor Película en el hindi (como productor) – Junoonicula

### Premios Filmfare
- 1975 – Premio Filmfare al Mejor Actor de Reparto – Deewar
- 1980 – Premio Filmfare a la Mejor película –  Junoon
- 1982 – Premio Filmfare a la Mejor película –  Kalyug
- 2010 – Filmfare Lifetime Achievement Award

### Bengal Film Journalists' Association Awards
- 1965 – BFJA Award al Mejor actor – Jab Jab Phool Khile[3]
- 1988 – BFJA Award al Mejor actor  – New Delhi Times[4]

### Otros premios
- 2009 – Premio por su carrera – Pune International Film Festival (PIFF)[5]
- 2009 – Premio por su carrera – Mumbai Film Festival (MFF)[6]
- 2011 – Padma Bhushan del Gobierno de la India[2]

## Filmografía seleccionada

### Actor
- Aag (1948) …. Young Kewal
- Awaara (1951) …. Young Raj
- Dharamputra (1961) …. Dilip Rai
- The Householder (1963) …. Prem
- Waqt (1965) …. Vijay Kumar
- Shakespeare Wallah (1965) …. Sanju
- Jab Jab Phool Khile (1965) … Rajkumar
- Aamne Samne… (1967)
- Pretty Polly (1967) …. Amaz
- Haseena Maan Jayegi (1968) … Rakesh/Kamal
- Kanyadan (1969)… Amar/Kumar
- Pyaar Ka Mausam (1969) …. Sunder
- Ek Shrimaan Ek Shrimati (1969) …. Preetam
- Bombay Talkie (1970) …. Vikram
- Sharmilee (1971) …. Ajit Kapoor
- Siddhartha (1972) …. Siddhartha
- Aa Gale Lag Jaa (1973) …. Prem
- Roti Kapda Aur Makaan (1974) …. Mohan Babu
- Chor Machaye Shor (1974) …. Vijay Sharma
- Deewar (1975) …. Ravi Verma
- Kabhi Kabhie (1976) …. Vijay Khanna
- Fakira (1976) ….Fakira
- Farishta ya Qatil (1977)…
- Immaan Dharam (1977) …. Mohan Kumar Saxena
- Trishul (1978) …. Shekhar Gupta
- Satyam Shivam Sundaram (1978) …. Ranjeev
- Junoon (1978) …. Javed Khan
- Suhaag (1979) …. Kishen Kapoor
- Kaala Patthar (1979) …. Ravi Malhotra
- Krodhi (1981) …..Sunny Gill
- Kalyug (1980) …. Karan Singh
- Do Aur Do Paanch (1980) …. Sunil/Laxshman
- Shaan (1980) …. Ravi Kumar
- Kranti (1981) …. Shakti
- Silsila (1981) …. Shekhar Malhotra
- Baseraa (1981) …. Balraj Kohli
- Vijeta (1982) …. Nihaal
- Namak Halaal (1982) …. Raja
- Sawaal (1982) …. Ravi
- Calor y polvo (1982) …. Nawab
- New Delhi Times (1986) …. Vikas Pande
- Ek Main Aur Ek Tu" (1986)….
- Iłżaam (1986) …. Ranjit Singh
- Sammy and Rosie Get Laid (1987) …. Rafi Rahman
- Pyaar Ki Jeet (1987) …. Dr Rehman
- Ijaazat (1987) …. Actuación especial
- The Deceivers (1988) …. Chandra Singh
- Akayla (1991) …. Police Commissioner
- In Custody (1993) …. Nur
- Gulliver's Travels (1996) …. Raja
- Jinnah (1998) …. Narrador
- Side Streets (1998) …. Vikram Raj

### Productor
- Junoon (1978)
- Kalyug (1980)
- 36 Chowringhee Lane (1981)
- Vijeta (1982)
- Utsav (1984)
- Ajooba (1991)
- Raman (1993)

### Director
- Manoranjan (1974) (asistente de dirección)
- Ajooba (1991)